# New Bremen (Ohio)
New Bremen (Neubremen) ist ein Village mit 3.034 Einwohnern (Stand 2020) und einer Fläche von 5,3 km² im US-amerikanischen Bundesstaat Ohio. Sie wurde 1833 von deutschen Einwanderern gegründet. Ihr Name ist von demjenigen der deutschen Stadt Bremen abgeleitet.

## Verkehr
Die Ortschaft liegt am Miamikanal und einer Bahnstrecke der Western Ohio Rail Authority von St. Marys nach Minster, auf der durch die R. J. Corman Railroad Western Ohio Line Güterverkehr angeboten wird.

## Verschiedenes
Das Bicycle Museum of America befindet sich an der 7 West Richmont Street von New Bremen. Es beherbergt die größte private Fahrradkollektion der Welt.
Am 15. Oktober 2005 wurde in der Ortschaft ein neuer Guinness-Buch-Rekord aufgestellt, als ein 1010 Kilogramm schwerer Kürbiskuchen gebacken wurde.